# آدم آخر

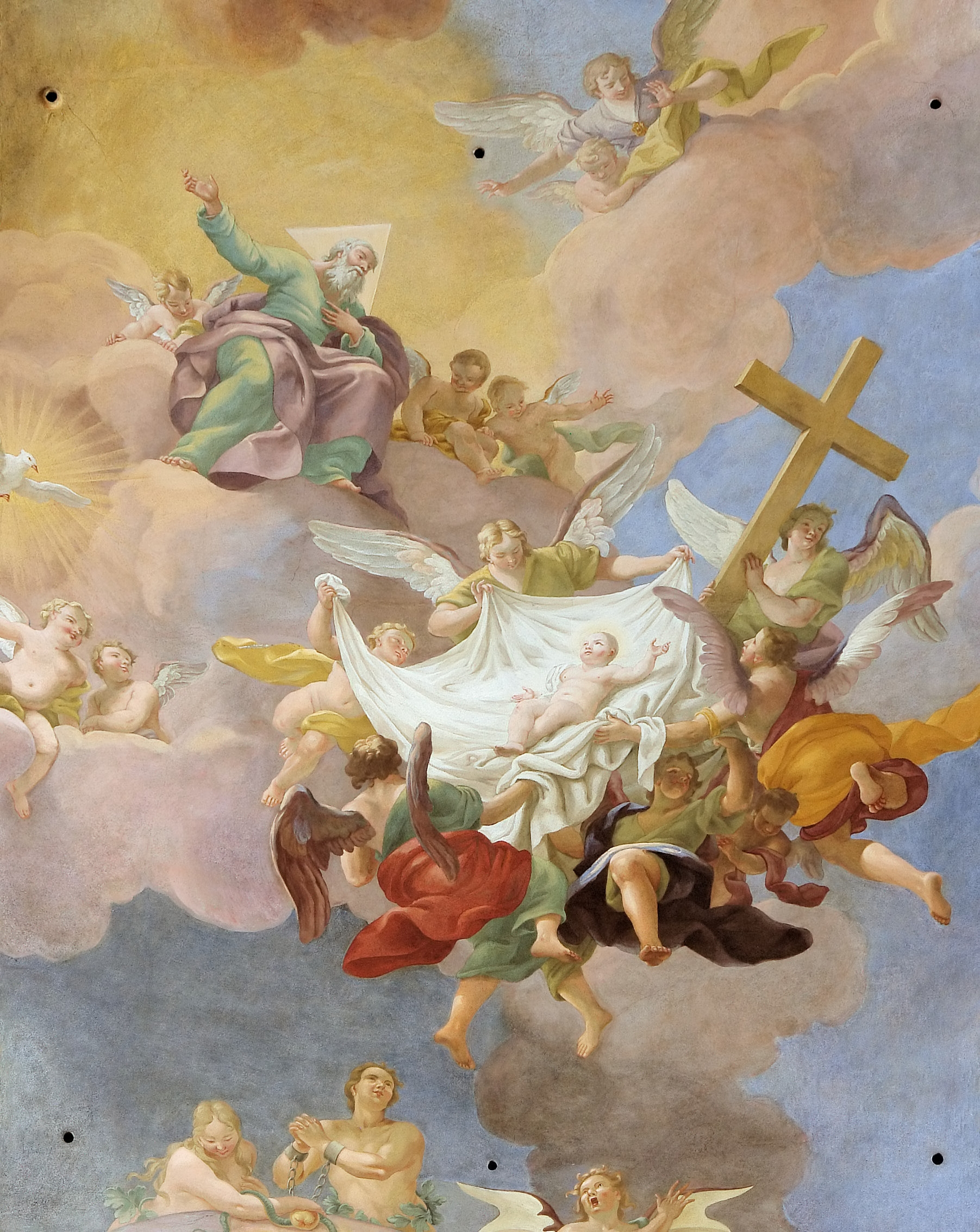
شکوه مسیح نوزاد در حضور خدای پدر و روح‌القدس. آدم و حوا در زنجیر در پایین نقاشی دیده می‌شوند. اثری از دانیل گران در سقف کلیسای سن آن در وین.

آدم آخر، آدم دوم یا آدم جدید یکی از القابی است که در عهد جدید به عیسی ناصری داده شده‌است. عیسی در عهد جدید دو مرتبه به صراحت با آدم مقایسه شده‌است.
پولس در نامه به رومیان می‌نویسد که به دلیل نافرمانی یکی (آدم)، بسیاری نافرمان شدند و به دلیل فرمان‌برداری دیگری (عیسی)، بسیاری به جمع صالحان خواهند پیوست. همو در نامه اول قرنتیان ۱۵:۲۲ نوشته‌است «همان‌طور که در آدم همه می‌میرند، در مسیح همه زنده خواهد شد.» و در آیه ۴۵ عیسی را آدم نهایی می‌نامد. لقب مشابهی به مریم، مادر عیسی، نیز داده شده و او را «حوای جدید» می‌خوانند.

## در اسلام
قرآن مستقیماً عیسی را با آدم از نظر چگونگی به وجود آمدن مقایسه می‌کند. در سوره آل عمران آمده: «همانا مَثَل عیسی نزد خدا، مَثَل آدم است، او را از خاک آفرید، سپس به او گفت: باش! و او بود.